# Епанчино (Тульская область)
Епанчино — село в Каменском районе Тульской области России.
В рамках административно-территориального устройства включается в Соклаковский сельский округ Каменского района, в рамках организации местного самоуправления входит в сельское поселение Яблоневское.

## География
Село находится в южной части Тульской области, в лесостепной зоне, в пределах северо-восточной части Среднерусской возвышенности, на правом берегу реки Гоголь, к западу от автодороги 70К-166, на расстоянии примерно 10 километров (по прямой) к юго-западу от села Архангельского, административного центра района. Абсолютная высота — 213 метров над уровнем моря.

### Климат
Климат характеризуется как умеренно континентальный. Среднегодовая многолетняя температура воздуха составляет 4,4 °С. Максимальная летняя температура — 37 °С; минимальная температура зимой — −30 °С. Продолжительность периода активной вегетации растений (выше 10 °C) составляет примерно 140 дней. Среднегодовое количество атмосферных осадков составляет 483 мм, из которых большая часть (346 мм) выпадает в тёплый период. Снежный покров держится в течение 120 дней. Господствующие направления ветра — западное и юго-западное.

### Часовой пояс
Село Епанчино, как и вся Тульская область, находится в часовой зоне МСК (московское время). Смещение применяемого времени относительно UTC составляет +3:00.

## История
До 1796 года село Новый Гоголь называлось деревнею Епанчиным и принадлежало к приходу села Старого Гоголя — Соклакова, которое тогда называлось просто Гоголем. С конца XVIII века в селе была помещичья усадьба, основанная Иваном Васильевичем Епанчиным. В 1797 году им была построена церковь Казанской иконы Божией Матери в стиле барокко, сохранившаяся к настоящему времени в руинированном виде.

## Население
| 2010 |
| ---- |
| 12   |

### Национальный состав
Согласно результатам переписи 2002 года, в национальной структуре населения русские составляли 95 % из 41 чел.